# Psednos pallidus
Psednos pallidus är en fiskart som beskrevs av Chernova och Stein 2002. Psednos pallidus ingår i släktet Psednos och familjen Liparidae. Inga underarter finns listade i Catalogue of Life.